# 曼斯菲爾德鎮區 (明尼蘇達州弗里伯恩縣)
曼斯菲爾德鎮區（英語：Mansfield Township）是位於美國明尼蘇達州弗里伯恩縣的一個行政鎮區。

## 地方資料
曼斯菲爾德鎮區的面積為93.34平方千米，當中陸地面積為93.29平方千米，而水域面積為0.05平方千米。根據2020年美國人口普查的數據，當地共有人口225人，而人口密度為每平方千米2.41人。